# Clarkia stellata
Clarkia stellata är en dunörtsväxtart som beskrevs av Mosquin. Clarkia stellata ingår i släktet clarkior, och familjen dunörtsväxter. Inga underarter finns listade i Catalogue of Life.